# Administración del Gobierno General

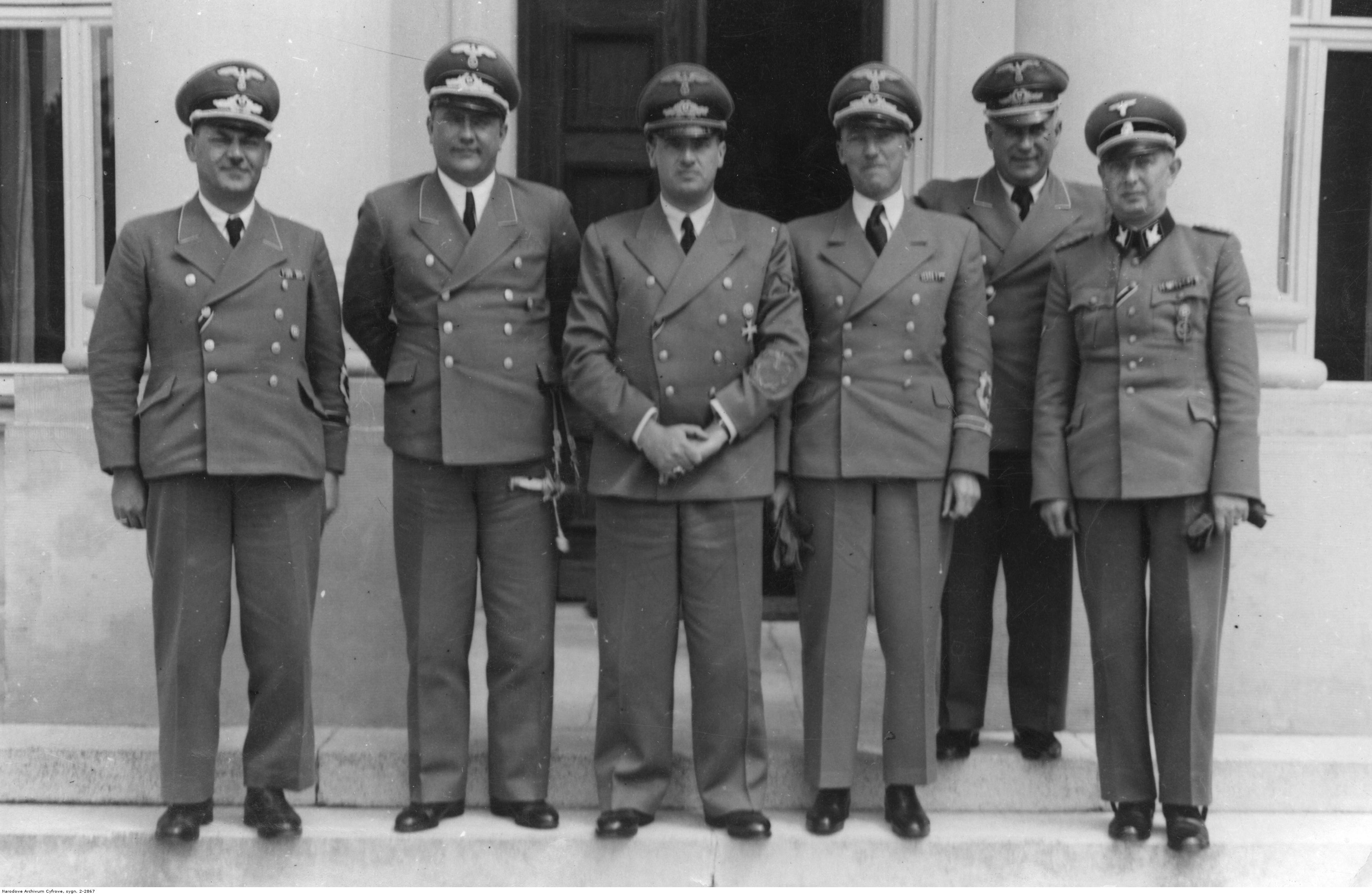
Hans Frank con los administradores de los distritos en 1942 de izquierda a derecha: Ernst Kundt, Ludwig Fischer, Hans Frank, Otto Wächter, Ernst Zörner, Richard Wendler.

La administración del Gobierno General (en alemán: Generalgouvernement für die besetzten polnischen Gebiete, literalmente "Gobierno General para las áreas polacas ocupadas''), era el gobierno y la administración del Gobierno General establecidos en parte de ese área de la Segunda República Polaca bajo control nazi, y operado durante la Segunda Guerra Mundial entre 1939 y principios de 1945.
El Tercer Reich formó el Gobierno General en octubre de 1939 a raíz de la afirmación alemana y soviética de que el estado polaco se había derrumbado totalmente tras la invasión de Polonia en septiembre-octubre de 1939. La Wehrmacht había atacado Polonia con un fuerte poder aéreo y con un gran número de tropas y tanques el 1 de septiembre de 1939. La intención inicial de los alemanes era limpiar la parte occidental de Polonia, el Reichsgau de Wartheland, y anexionarlo al Gran Reich Alemán. Sin embargo, esos planes se estancaron rápidamente. El 23 de agosto de 1939, el ministro de Relaciones Exteriores alemán Joachim von Ribbentrop y su homólogo soviético habían acordado un pacto de no agresión y habían demarcado las "esferas de influencia" de sus respectivos países en Polonia.

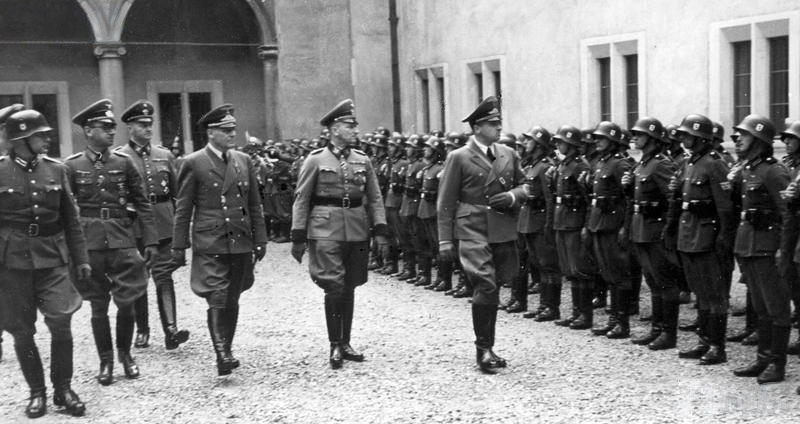
Líderes del Gobierno General durante una inspección de la Sonderdienst: desde la derecha, marchando, el Generalgouverneur Hans Frank, el Jefe de Policía Herbert Becker y el Secretario de Estado Ernst Boepple.

## Antecedentes
Artículo principal: Administración militar en la Polonia ocupada
"No se prevé ningún protectorado gubernamental para Polonia, pero una administración alemana completa. (...) La capa de liderazgo de la población en Polonia debería eliminarse en la medida de lo posible. Las otras capas inferiores de la población no recibirán un trato especial, pero deben ser oprimidos de alguna forma". - Extractos del acta de la primera conferencia de Jefes de los principales agentes de policía y comandantes de grupos operativos dirigidos por el adjunto de Heydrich, el SS-Brigadefuhrer Werner Best, Berlín, 7 de septiembre de 1939.

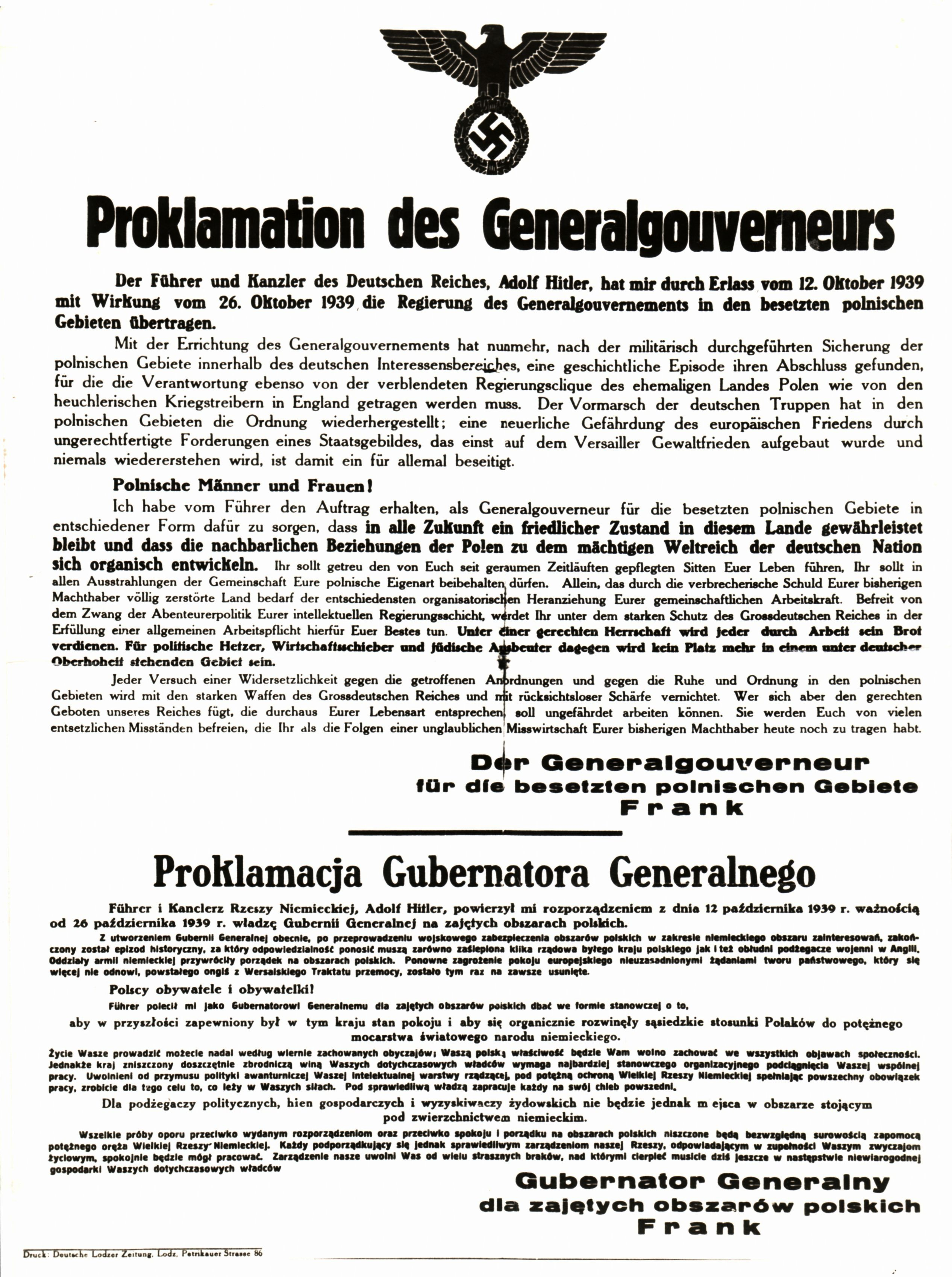
Proclamación oficial del Gobierno General en Polonia por Alemania, octubre de 1939.

Después de la invasión de Polonia, la Wehrmacht estableció la primera administración alemana en los territorios polacos ocupados. Subordinado a ellos estaban los improvisados Jefes de Administración Civil o Chefs der Zivilverwaltung, (CdZ) dirigidos por Hans Frank. A finales de septiembre de 1939, la mayor parte del territorio polaco estaba en manos alemanas. Las otras partes de Polonia estaban controladas por la URSS o Lituania, con Lituania controlando apenas el 2% del territorio. El Ministerio del Interior del Reich redactó dos proyectos de ley el 8 de octubre de 1939: uno para la incorporación del oeste y norte de Polonia al Reich, el otro para la creación de un Gobierno General en el territorio restante en manos de los alemanes. El Gobierno General estaba ubicado en el centro de Polonia, cubriendo aproximadamente un tercio del antiguo territorio del país e incluyendo aproximadamente el 45% de su población. Cuatro días después, el 12 de octubre de 1939, un decreto de Hitler estableció el Gobierno General administrado por un Gobernador General o Generalgouverneur y asistido por la Oficina del Gobernador General (Amt des Generalgouverneurs), que cambió el 9 de diciembre de 1940 al denominado Gobierno del Gobierno General (Regierung des Generalgouvernements). El Gobernador General estaba encabezado por Hans Frank y la Oficina (más tarde, Gobierno) estaba encabezada por el Jefe de Gobierno (Regierung, título traducido también como Secretario de Estado o Vicegobernador) Seyss-Inquart. Josef Bühler asumió el cargo de Seyss-Inquart en marzo de 1940. La creación del Gobierno General fue impulsada por el fin de las acciones militares en el otoño de 1939.
Varias otras personas tenían poderes para emitir decretos legislativos además del Gobernador General, sobre todo el SS- und Polizeiführer del Gobierno General (Friedrich-Wilhelm Krüger, más tarde Wilhelm Koppe). Todos los miembros del primer gabinete:
- Hans Frank - Generalgouverneur

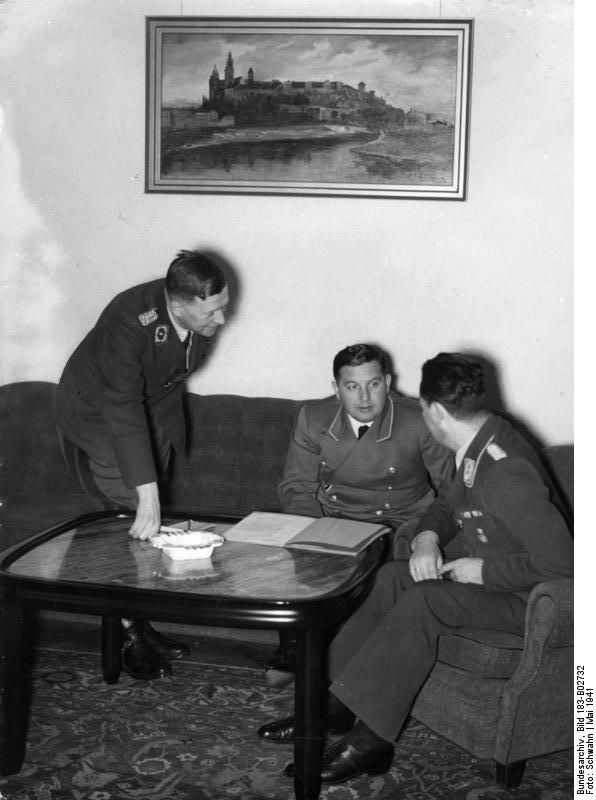
Miembros de la administración del Gobierno General: en el centro, el Jefe del gobierno, Josef Bühler, Kurt Eissfeldt y a la derecha, Ernst Kundt.

  - Miembros de la administración del Gobierno General: en el centro, el Jefe del gobierno, Josef Bühler, Kurt Eissfeldt y a la derecha, Ernst Kundt.Hans Frank fue el expresidente de la Academia Alemana de Derecho y, como gobernador general, estaba subordinado únicamente a Hitler.
- Josef Bühler - Jefe de Gobierno,[9]
- Friedrich-Wilhelm Krüger, Jefe de policía,
- Otto von Wächter - Gobernador del distrito de Cracovia,
- Friedrich Schmidt, Gobernador del distrito de Lublin,
- Karl Lasch, Gobernador del distrito de Radom,
- Ludwig Fischer, Gobernador del distrito de Varsovia,
- Wilhelm Heuber - gestor (Bevollmächtigter des Generalgouverneurs) del Gobierno General en Berlín.

## Estatus
El Gobierno General no obtuvo el reconocimiento internacional. Los territorios que administraba nunca fueron ni en su totalidad ni en parte destinados a ser un futuro estado polaco. Según el gobierno nazi, el estado polaco había dejado de existir, a pesar de la existencia de un gobierno polaco en el exilio. Su carácter era el de un estado títere. No era un gobierno títere polaco, ya que no había representantes polacos por encima de la administración local.

## División administrativa

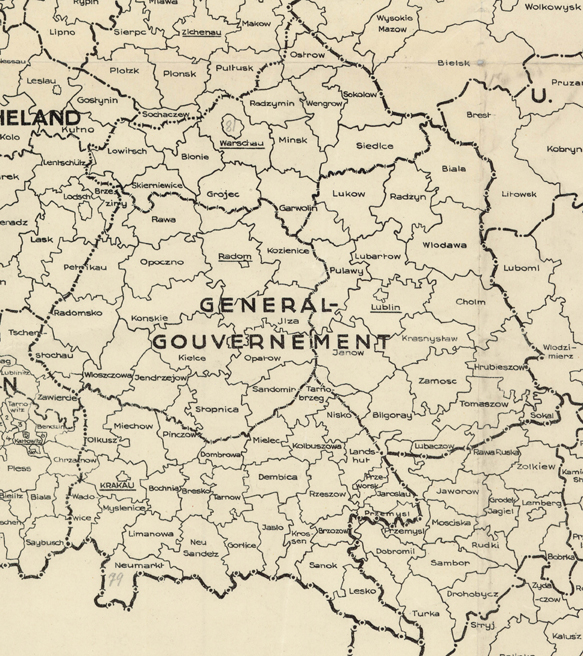
División administrativa del Gobierno General en 1940.

El Gobierno General se dividió inicialmente en cuatro distritos: Cracovia, Radom, Varsovia y Lublin. Cada uno de estos distritos estaba encabezado por un gobernador (originalmente jefe de distrito) que era directamente responsable ante Frank. En 1941, tras el inicio de la Operación Barbarroja, se añadió el distrito de Galitzia como quinto distrito.
- Distrito de Cracovia, dirigido por el SS-Brigadeführer Otto von Wächter (entre el 26 de octubre de 1939 y el 22 de agosto de 1942) y el SS-Brigadeführer Richard Wendler del 31 de agosto de 1942 al 26 de mayo de 1943.
- Distrito de Lublin, dirigido por Friedrich Schmidt (de 1939 a marzo de 1940), Ernst Zörner (del 31 de marzo de 1940 al 10 de abril de 1943) y Richard Wendler (del 27 de mayo de 1943 a julio de 1944).
- Distrito de Radom, dirigido por Karl Lasch desde el 26 de octubre de 1939 hasta julio de 1941 y Ernst Kundt desde septiembre de 1941 hasta el 16 de agosto de 1945,
- Distrito de Varsovia, dirigido por Ludwig Fischer desde el 26 de octubre de 1939 hasta el 17 de agosto de 1945.

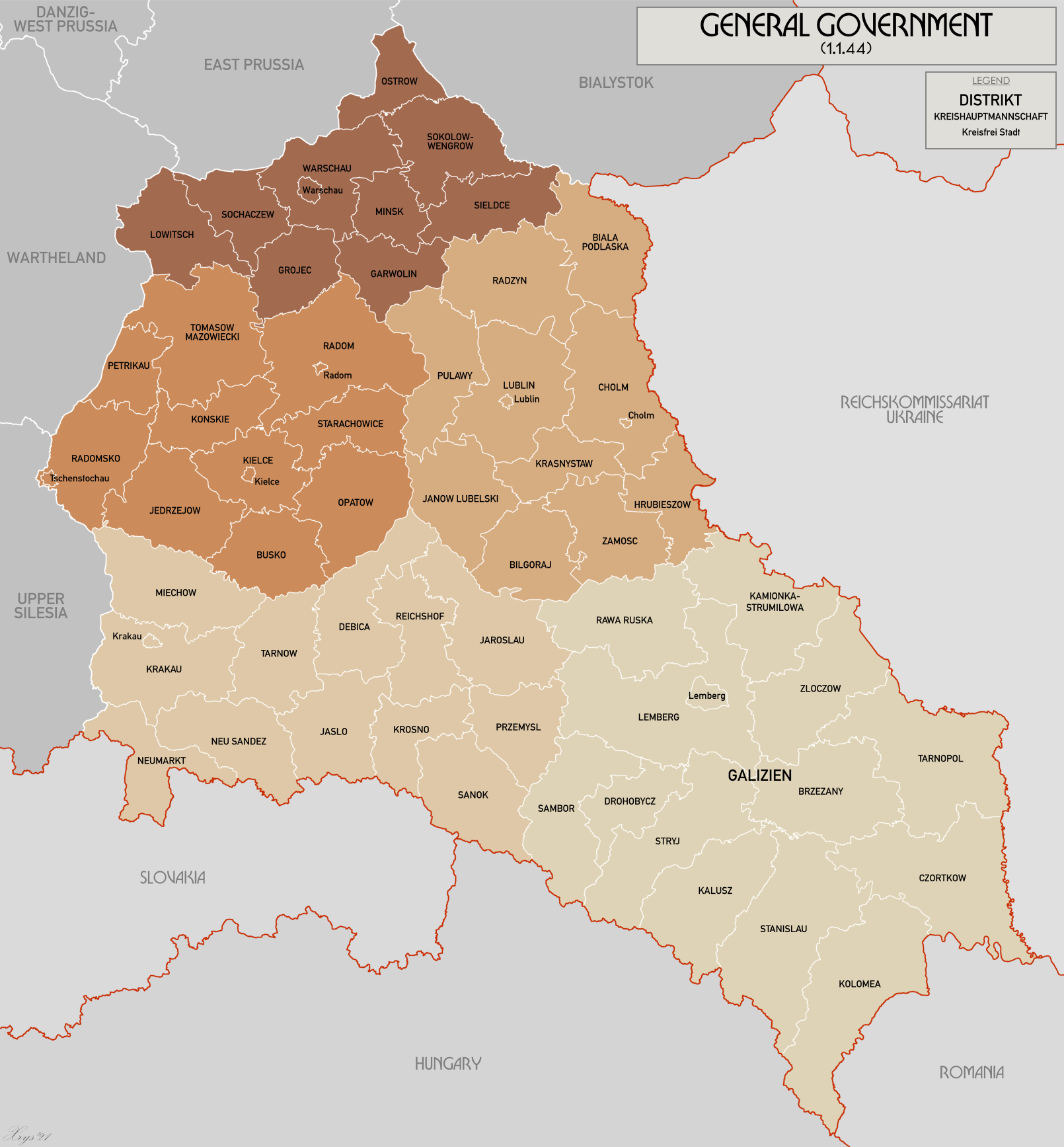
Mapa de las áreas administrativas del Gobierno General.

- Mapa de las áreas administrativas del Gobierno General.Distrito de Galitzia (desde el 1 de septiembre de 1941), dirigido por Karl Lasch desde el 1 de septiembre de 1941 hasta el 6 de agosto de 1942 y el SS-Gruppenführer Otto von Wächter desde el 1 de febrero de 1942 hasta julio de 1944.[11]

Los distritos se dividieron en subdistritos, conocidos como Kreise, cada uno encabezado por un Kreishauptmann. Los Stadtkreise eran los distritos de urbanos, luego debajo estaban los Kreishauptmannschaften, que era el nivel de condado. Las seis ciudades más grandes del Gobierno General eran: Varsovia, Cracovia, Częstochowa, Lublin, Radom y Kielce, estaban gobernadas por Stadthauptmänner. Los Kreis- y Stadthauptmänner tenían amplias responsabilidades sobre la vida política y económica dentro de su área. Sin embargo, la autoridad a cualquier nivel estaba únicamente en manos del Gobernador General o de Hans Frank. Para evitar la competencia en las jurisdicciones, como era el gobierno del Reich, cada jefe administrativo debía asegurarse de que los departamentos estuvieran subordinados a su autoridad. Frank también había modelado sus departamentos basándose en el Reich, por lo que Berlín los veía como subordinados. No habría interferencias de ninguna agencia de Berlín. Había once plenipotenciarios de varios ministerios del Reich en el GG, pero también un plenipotenciario o “embajador” del GG en el Reich. La burocracia de cada distrito constaba de diez departamentos.
A finales de 1941, cuando Galitzia se incorporó como quinto distrito, había cincuenta y seis administrativos de los condados y siete gobernadores repartidos por todas partes.
| Distrito | Kreishauptmannschaften | Stadtkreise |
| Cracovia | 12                     | 1           |
| Lublin   | 10                     | 1           |
| Radom    | 10                     | 1           |
| Varsovia | 9                      | 3           |
| Galitzia | 15                     | 1           |

Las oficinas administrativas centrales y de distrito estaban atendidas y controladas por alemanes, sin embargo, los rusos y los ucranianos fueron colocados en puestos mucho menos importantes. Además, los polacos se emplearon en instituciones autónomas como la gestión de municipios, empresas municipales y servicios públicos. Los decretos y anuncios reglamentarios relacionados con el GG se publicaban en un boletín oficial. Se publicaban boletines similares para cada distrito.

## Organización del gobierno
La sede del Gobierno General estaba ubicada en Cracovia (en alemán: Krakau) en lugar de la tradicional capital polaca, Varsovia, por razones de seguridad. El idioma oficial del estado era el alemán, aunque el polaco también se siguió utilizando en gran medida, especialmente a nivel local. Varias instituciones del antiguo estado polaco se conservaron de alguna forma para facilitar la administración. La policía polaca, sin oficiales polacos de alto rango (que fueron arrestados o degradados), pasó a llamarse Policía Azul (en polaco: Granatowa Policja) y quedó subordinada a la Ordnungspolizei. El sistema educativo polaco se mantuvo de manera similar, pero la mayoría de las instituciones superiores fueron cerradas. La administración local polaca se mantuvo, subordinada a los nuevos jefes alemanes. Se mantuvo el sistema fiscal polaco, incluida la moneda złoty, pero los ingresos ahora iban para el estado alemán. Se creó un nuevo banco y era el encargado de emirir nuevos billetes.
El Gobierno General se constituyó a imagen y semejanza del Reich, con 12 departamentos (Hauptabteilungen), que luego se convertirían en 14, responsables de áreas como finanzas, justicia y trabajo junto con una Secretaría de Estado con varias oficinas. Sin embargo, las oficinas de la Secretaría de Estado no se crearon hasta marzo de 1941.
El Gobierno General tenía 12 departamentos:
- I Hauptabteilung Innere Verwaltung - Departamento de Interior, dirigido de octubre de 1939 a septiembre de 1940 Friedrich Siebert, de septiembre de 1940 a noviembre de 1940 por Ernst Kundt, de noviembre de 1940 a enero de 1942 por Eberhard Westerkamp, de febrero de 1942 a enero de 1943 por Ludwig Siebert, de enero de 1943 a octubre de 1943 por Ludwig Losacker y entre noviembre de 1943 y 1945 por Harry Georg von Crausshaar.
- II Hauptabteilung Finanzen - Departamento de Finanzas, dirigido entre marzo de 1940 y enero de 1942 por Alfred Spindler y desde enero de 1942 hasta 1945 por Hermann Senkowsky.[14]
- III Hauptabteilung Justiz - Departamento de Justicia, dirigido desde mayo de 1942 hasta 1945 por Kurt Wille.
- IV Hauptabteilung Wirtschaft - Departamento de Economía, dirigido por Richard Zetsche y Walter Emmerich.[15]
- V Hauptabteilung Ernahrung und Landwirtschaft - Departamento de Alimentación y Agricultura.
- VI Hauptabteilung Forsten - Departamento de Política Forestal, dirigido desde octubre de 1939 a 1945 por Kurt Eissfeldt.
- VII Hauptabteilung Arbeit - Departamento de Trabajo, dirigido entre noviembre de 1939 y noviembre de 1942 por Max Frauendorf, de noviembre de 1942 a agosto de 1943 por Alexander Rhetz y entre agosto de 1943 y 1945 por Wilhelm Struve.
- VIII Hauptabteilung Propaganda - Departamento de Propaganda, dirigido por Max du Prel.[16]
- IX Hauptabteilung Wissenshaft und Unterricht - Departamento de Ciencia y Educación.
- X Hauptabteilung Bauwesen - Departamento de Construcción, desde agosto de 1940 hasta 1945 dirigido por Theodor Bauder.[17]
- XI Hauptabteilung Eisenbahn - Departamento de Ferrocarriles, dirigido desde octubre de 1939 hasta diciembre de 1942 por Hellmut Körner, desde diciembre de 1942 hasta 1945  por Karl Naumann.
- XII Hauptabteilung Post - Departamento de Correos dirigido por Richard Lauxmann.

En todos los niveles territoriales, ya sea de distrito (Distrikt), de ciudad (Stadt) o de condado (Kreis), la autoridad se concentraba en manos de una persona. Se adoptó este sistema basándose en el concepto de Führerprinzip, lo que significa que toda la autoridad se concentraba en las manos de un hombre, el jefe de la administración a nivel territorial. Aunque se suponía que este principio de Führerprinzip unificaría la administración, tuvo efectos en la implementación de la política. En cada distrito, los funcionarios responsables de todas las ramas de la administración estaban completamente subordinados a un Kreishauptman o un gobernador. Los líderes locales tenían que estar de acuerdo antes de que cualquier nivel inferior quisiera seguir adelante con un plan.
Hans Frank también estableció que la administración del Gobierno General se dirigiera bajo el principio rector de la "unidad de administración" o Einheit der Verwaltung. La idea era la centralización de todas las agencias administrativas designadas como divisiones principales bajo la dirección de Buehler. Una vez que Frank y Buehler aprobaban la política de uno de los cuatro distritos, pasaba de la sede del gobernador general en Cracovia al jefe de distrito a cargo de toda la administración dentro del área designada. El jefe de distrito también autorizaba la implementación a través de la división administrativa del distrito. El jefe de la ciudad o condado (Stadthauptman y Kreishauptman) recibía órdenes del jefe de distrito y las pasaba a las oficinas administrativas locales. Aunque el objetivo era la "unidad de la administración", había frecuentes disputas entre los departamentos de Cracovia, entre la administración central y los distritos o entre los gobernadores y los Kreshaputleute.

## Diferencias administrativas
A diferencia de los territorios incorporados al Reich, el Generalgouvernement tenía una estructura administrativa diferente. Todas las ramas de la administración serían dirigidas por el Gobernador General en lugar de los ministerios paralelos en Berlín. El objetivo era reducir la influencia del Reich. La ley polaca permanecería en vigor a menos que se interpusiera en la toma de posesión de la administración por parte de Alemania. Los territorios incorporados a Alemania se modelaron administrativamente según la propia administración del Reich. La diferencia entre los territorios incorporados y el Gobierno General era el grado de centralización de la burocracia. El Generalgouverneur Hans Frank recibía órdenes de Adolf Hitler y luego las remitía al Hauptabteilung correspondiente. Este sistema omitía las oficinas ministeriales que seguían las áreas incorporadas. Además, Frank tenía más autoridad que el Reichsstatthalter o un Oberpräsident. La red regional de la administración del Gobierno General se parecía mucho a la del Reich, aparte de algunas diferencias en los títulos. Por ejemplo, el término Distriktchef  se cambió por el de Gouveneur para impulsar la moral.
Había tres elementos clave que el Gobierno General no controlaba. El Generalgouvernement estaba separado del Reich por leyes aduaneras, barreras financieras y control de pasaportes, pero no tenía sus propias fuerzas armadas o ministerio de exteriores. El presupuesto del GG tenía que ser aprobado por el Ministerio de Finanzas del Reich. El Generalgouverneur Frank no tenía mando sobre el ejército, las tropas y la producción bélica. El poder sobre el ejército, las tropas y las producciones bélicas estaba en manos exclusivamente de un general. El esquema de poder del ejército era el siguiente: 
- Oberbefehlshaber Ost o Comandancia del Este (Generaloberst Blaskowitz).
- Militär Befehlshaber im Generalgouvernement o Comandante Militar del Gobierno General (General der Kavallerie Kurt Freiherr von Gienanth).
- Wehrkreis Befehlshaber im Generalgouvernement o Comandante del Distrito Militar del Gobierno General (Gienanth and General derer Infanterie Haenicke).

La producción de guerra estaba en manos de la Rustungsinspektion, o Inspección de Armamento (Gerneralleutnant Schindler).
Frank y la administración tampoco tenían control sobre el sistema ferroviario o de correos. Sin embargo, Frank tenía a la División de Ferrocarriles bajo la dirección del Präsident Gerteis, que también era el Generalddirektor del Ostbahn, que estaba dirigido por el Reichbhn. Era el Ostbahn quien operaba los antiguos ferrocarriles estatales polacos en el Gobierno General.
La tercera excepción fueron las SS y la policía. Desde el inicio del Gobierno General, la posición de la policía y las SS no estaba claramente definida, lo que generó algún conflicto entre grupos. La policía disfrutaba de un estatus especial debido a la importancia de la seguridad en el territorio ocupado. Frank y su administración no controlaban esas entidades ya que estaban bajo la jurisdicción de Heinrich Himmler.

## Oficiales de la policía del Gobierno General
Oficiales de policía clave (en sucesión) en el gobierno general:
- BdO (Comandante de la Policía del Orden): Becker, Riege, Winkler, Becker, Günwald, Höring.
- BdS (Comandante de la Policía de Seguridad y del Servicio de Seguridad): Streckenbach, Schöngarth, Bierkamp.[23]

La organización de las SS y la Policía estaba centralizada. Los cinco líderes de las SS y la Policía fueron:
- En Cracovia: Zech, Schwedler, Scherner, Thier.
- En Lublin: Globocnik, Sporrenberg.
- En Radom: Katzmann, Oberg, Böttcher.
- En Varsovia: Moder, Wigand, von Sammern, Stroop, Kutschera, Geibel.
- En Galitzia: Oberg, Katzmann, Diehm.

## Conflicto interno y calidad de la administración
Hubo algún conflicto en la comprensión de la estructura de poder dentro del gobierno general, particularmente con Frank. Se veía a sí mismo como el "jefe territorial supremo" y más poderoso que el líder de las SS y la policía Friedrich-Wilhelm Krüger. Frank nombraría a Krüger como su Staatssekretär para la Seguridad, lo que significa que Krüger recibiría órdenes de Frank. Himmler no estaba de acuerdo por estas decisiones, ya que ambos hombres estaban hambrientos de poder. Este conflicto se repetiría con los judíos.
La calidad del personal alemán en la administración del Gobierno General fue baja, aunque con excepciones. Se decidió enviar a personas mejor calificadas a la parte occidental y por el contrario, a la parte oriental "personalidades fuertes" o nazis fanáticos, como decía Hitler. Frank sabía que muchos de sus subordinados no estaban bien cualificados, a menudo quejándose de la falta de funcionarios públicos de nivel medio. La corrupción estaba presente en todos los ámbitos de la administración. Por ejemplo, el gobernador del Distrito de Radom, Lasch, murió en prisión luego de ser arrestado por corrupción y sentenciado a muerte. El Gobierno General era un vertedero no solo para los indeseables raciales de los nazis, sino también para sus funcionarios no deseados. Dado que la alta rotación ya era un problema, la tendencia de mejores funcionarios a trabajar para la administración central en Cracovia creó más dificultades.

## Colaboradores
Artículos principales: Volksdeutsche, Hauptamt Volksdeutsche Mittelstelle, Volksdeutscher Selbstschutz y Sonderdienst

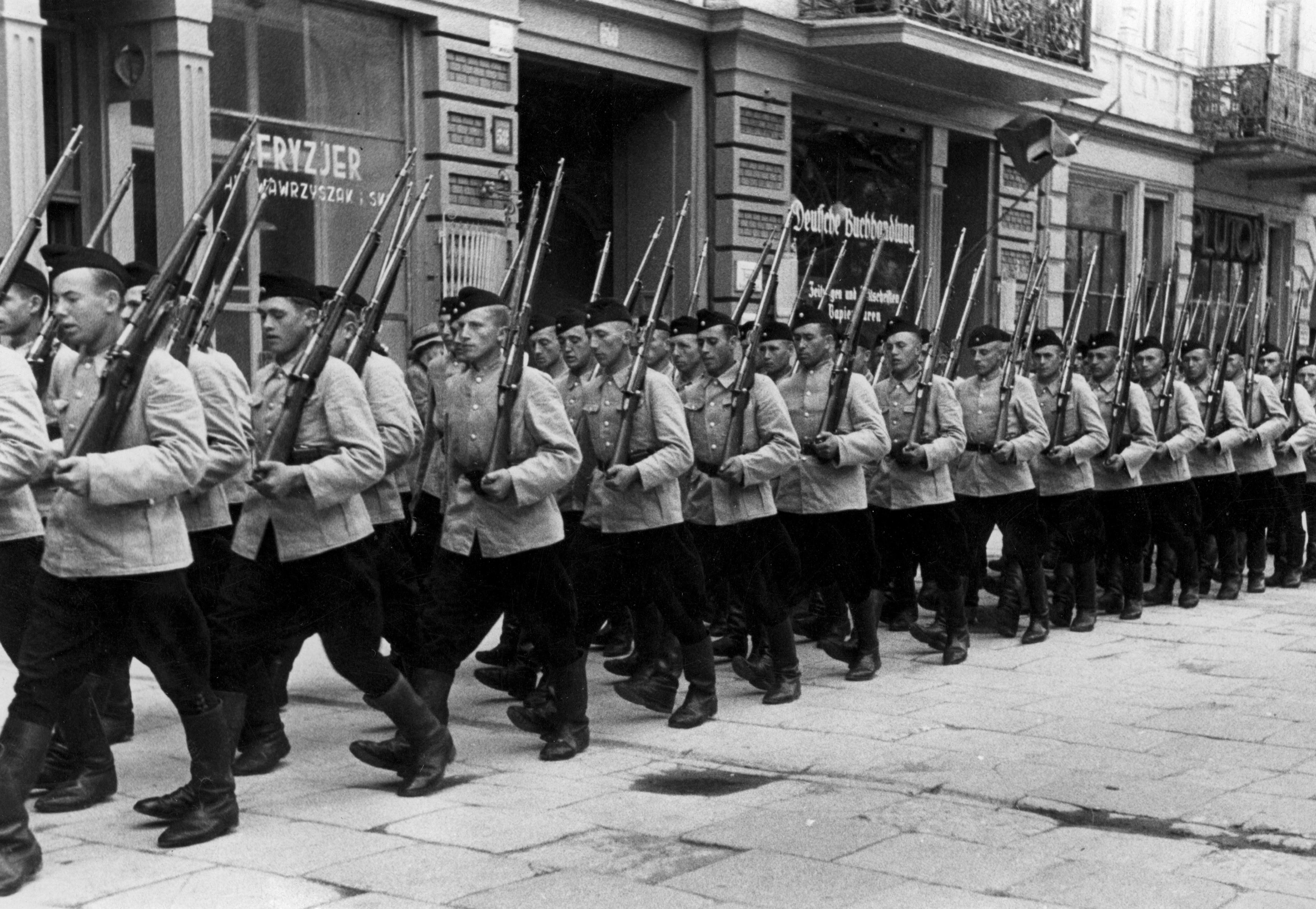
Batallón de la Sonderdienst en la Cracovia ocupada, julio de 1940.

Los alemanes intentaron enfrentar a ucranianos y polacos entre sí. Dentro de las áreas étnicas ucranianas anexadas por Alemania, a partir de octubre de 1939, se establecieron comités ucranianos con el propósito de representar a la comunidad ucraniana ante las autoridades alemanas y ayudar a los aproximadamente 30.000 refugiados ucranianos que huyeron de los territorios controlados por los soviéticos. Estos comités también llevaron a cabo actividades culturales y económicas que habían sido prohibidas por el gobierno polaco anterior. Se abrieron escuelas, coros, sociedades de lectura y teatros, y se reabrieron veinte iglesias ucranianas que habían sido cerradas por el gobierno polaco. Se creó una editorial ucraniana en Cracovia que, a pesar de tener que luchar con la censura alemana y la escasez de papel, pudo publicar libros de texto escolares, clásicos de la literatura ucraniana y obras de escritores ucranianos disidentes de la Unión Soviética. En marzo de 1941 había 808 sociedades educativas ucranianas con 46.000 miembros. Las organizaciones ucranianas dentro del Gobierno General pudieron negociar la liberación de 85.000 prisioneros de guerra ucranianos del conflicto germano-polaco (aunque no pudieron ayudar a los prisioneros de guerra soviéticos de etnia ucraniana).
Después de la guerra, el Tribunal Nacional Supremo de Polonia declaró que el gobierno del Gobierno General era una institución criminal.

## Decretos emitidos para los judíos en el Gobierno General
Estas cuestiones fueron declaradas por el Generalgouverneur Hans Frank para los judíos en el Generalgouvernement.
- El 26 de octubre de 1939, hubo una declaración relacionada con el trabajo forzoso para los residentes judíos bajo el Gobierno General.[26]
- El 23 de noviembre de 1939, se declaró que los judíos mayores de 10 años deben usar una banda blanca, de al menos 10 centímetros de ancho, con la estrella de David en la manga derecha de la ropa a partir del 1 de diciembre de 1939.[26]
- El 28 de noviembre de 1939 se establecieron los consejos judíos.[27]
- El 15 de octubre de 1941, se restringió la residencia y los viajes de los judíos. Cualquier judío que abandonara su distrito sin autorización podía ser castigado con la muerte. Además, la ocultación de judíos también resultaría en la muerte.[27]